# Kuràguino
Kuràguino (en rus: Курагино) és un poble (un possiólok) del krai de Krasnoiarsk, a Rússia, que el 2017 tenia 13.244 habitants.